# Ordre de la Charité (Empire ottoman)
L'ordre de la Charité (en turc : Şefkat Nişanı) était un ordre de l'Empire ottoman fondé en 1878 par le sultan Abdulhämid II . Il a été décerné à des femmes choisies pour leur rôle dans des œuvres humanitaires ou caritatives remarquables.

## Récipiendaires notables
- 1899 : Fatma Aliye Topuz, philosophe et romancière turque
- Juin 1902 : Alexandra de Danemark, reine du Royaume-Uni
- 1er juillet 1902 : Alix de Hesse-Darmstadt, tsarine de Russie
- 4 septembre 1921 : Nimet Nevzad Kadın Efendi, épouse de Mehmed VI
- Marie-Henriette de Habsbourg-Lorraine, reine des Belges
- Marie-Christine d'Autriche, reine d'Espagne
- Emma de Waldeck-Pyrmont, reine des Pays-Bas
- Wilhelmine des Pays-Bas, reine des Pays-Bas
- Zita de Bourbon-Parme, impératrice d'Autriche
- Marie-Thérèse de Habsbourg-Toscane, archiduchesse d'Autriche
- Louise de Prusse, grande-duchesse de Bade
- Victoria-Louise de Prusse, duchesse de Brunswick
- Augusta-Victoria de Schleswig-Holstein-Sonderbourg-Augustenbourg, impératrice d'Allemagne
- Ingeborg de Danemark, princesse de Suède
- Milena Vukotić, reine du Monténégro
- Margaret Murray Cookesley, peintre anglaise
- Emina Ilhamy, khédiva d'Egypte
- Dürrüşehvar Sultan, princesse ottomane
- Nigâr Hanım, poétesse turque
- Halide Edib Adıvar, femme politique turque